# 보문고등학교 (대전)
보문고등학교(普文高等學校)는 대한민국 대전광역시 동구 삼성동에 위치한 사립 고등학교이다.

## 학교 연혁
- 1953년 2월 21일 : 보문고등학교 설립 인가(6학급)
- 1953년 3월 25일 : 초대 교장 홍정식 선생 취임
- 1990년 6월 23일 : 제12대 전세진(덕해 대종사) 이사장 취임
- 1995년 10월 30일 : 본관 5층 및 음악실, 컴퓨터실, 어학실습실 준공
- 1995년 11월 24일 : 대강당 및 법당 준공
- 1996년 4월 23일 : 보문고등학교 학급 증설 (36학급)
- 1997년 8월 7일 : 도서실 개관(208석)
- 2005년 2월 28일 : 다목적실 우정관 준공
- 2011년 10월 15일 : 학교 인조잔디 운동장 준공
- 2024년 2월 2일 : 제69회 졸업식(184명 졸업, 누계 24,070명)
- 2024년 3월 4일 : 2024학년도 입학식(12학급 230명)
- 2024년 9월 2일 : 제20대 권상철 교장 취임

## 참고 자료
- 보문고등학교 - 한국교육학술정보원 학교알리미